# Сельское поселение Раменское (Шекснинский район)
Сельское поселение Раменское — упразднённое сельское поселение в составе Шекснинского района Вологодской области.
Центр — деревня Раменье.
Образовано 1 января 2006 года в соответствии с Федеральным законом № 131 «Об общих принципах организации местного самоуправления в Российской Федерации».
В состав сельского поселения вошёл Раменский сельсовет.
Законом Вологодской области от 1 июня 2015 года № 3671-ОЗ, были преобразованы, путём их объединения, сельские поселения Ершовское, Камешниковское и Раменское — в сельское поселение Ершовское с административным центром в деревне Ершово.
По данным переписи 2010 года население — 297 человек.

## География
Расположено на севере района. Граничит:
- на западе с Шекснинским водохранилищем и сельским поселением Камешниковское,
- на юго-западе с сельским поселением Ершовское
- на юго-востоке и востоке с сельским поселением Сиземское,
- на северо-востоке с Талицким сельским поселением Кирилловского района.

По территории поселения с севера на юг протекает река Шексна, все населённые пункты расположены на её берегах.

## Населённые пункты
В 1999 году был утверждён список населённых пунктов Вологодской области. С тех пор состав Раменского сельсовета не изменялся.
В состав сельского поселения входило 12 деревень.
| Населённый пункт             | ОКАТО          | Рег. номер | Расстояние до районного центра, км | Расстояние до центра поселения, км | Индекс | Координаты                      |
| ---------------------------- | -------------- | ---------- | ---------------------------------- | ---------------------------------- | ------ | ------------------------------- |
| деревня Анкимарово           | 19 258 832 002 | 8105       | 40                                 | 7                                  | 162578 | 59°26′16″ с. ш. 38°28′54″ в. д. |
| деревня Аристово             | 19 258 832 003 | 8106       | 45                                 | 1                                  | 162578 | 59°29′21″ с. ш. 38°29′39″ в. д. |
| деревня Большая Степановская | 19 258 832 005 | 8108       | 44                                 | 2                                  | 162578 | 59°28′21″ с. ш. 38°30′12″ в. д. |
| деревня Большой Двор         | 19 258 832 004 | 8107       | 42                                 | 5                                  | 162578 | 59°27′43″ с. ш. 38°30′11″ в. д. |
| деревня Горка                | 19 258 832 006 | 8109       | 44                                 | 2                                  | 162578 | 59°27′58″ с. ш. 38°28′55″ в. д. |
| деревня Золотуха             | 19 258 832 007 | 8110       | 48                                 | 4                                  | 162578 | 59°30′15″ с. ш. 38°30′59″ в. д. |
| деревня Камешница            | 19 258 832 008 | 8111       | 48                                 | 3                                  | 162578 | 59°30′47″ с. ш. 38°28′31″ в. д. |
| деревня Левинская            | 19 258 832 009 | 8112       | 45                                 | 1                                  | 162578 | 59°29′02″ с. ш. 38°30′43″ в. д. |
| деревня Ново                 | 19 258 832 010 | 8113       | 46                                 | 1                                  | 162578 | 59°29′51″ с. ш. 38°29′51″ в. д. |
| деревня Раменье              | 19 258 832 001 | 8104       | 45                                 | —                                  | 162578 | 59°29′00″ с. ш. 38°29′17″ в. д. |
| деревня Турцево              | 19 258 832 011 | 8114       | 52                                 | 8                                  | 162578 | 59°31′36″ с. ш. 38°29′36″ в. д. |
| деревня Филяково             | 19 258 832 012 | 8115       | 49                                 | 5                                  | 162578 | 59°30′44″ с. ш. 38°30′20″ в. д. |